# Lac Théodat
Pour les articles homonymes, voir Théodat.
Le lac Théodat est un plan d'eau douce du territoire de Eeyou Istchee Baie-James, dans la région administrative du Nord-du-Québec, dans la province de Québec, au Canada.
Le bassin versant du lac Théodat est accessible grâce à la route forestière venant de Matagami et qui passe du côté Ouest du lac Evans. La surface du lac est généralement gelée du début novembre à la mi-mai, toutefois la circulation sécuritaire sur la glace se fait généralement de la mi-novembre à la mi-avril.

## Géographie
Ce lac comporte une longueur de 20,1 km. Son contour épouse la forme d’une ancre couchée, une largeur maximale de 8,0 km et une altitude de 283 m.
Le lac Théodat comporte de nombreuses baies, presqu’îles et environ 43 îles. Le lac Théodat est traversé vers l’Ouest par la rivière Théodat.
Le lac Théodat s’approvisionne dans sa partie Est par la décharge de la rivière Théodat, par une décharge (venant de l’Est) de lacs et par une autre décharge (venant du Nord) drainant une zone de marais.
L’embouchure de ce lac Théodat se décharge vers l’Ouest pour aller rejoindre le Lac Le Gardeur. L’embouchure du lac Théodat est situé au fond d’une baie de la rive Ouest, à :
- 22,2 km à l’Est de l’embouchure de la rivière Théodat ;
- 158 km au Nord-Est du centre-ville de Matagami ;
- 100 km au Nord-Est du Lac Soscumica[1].

Les principaux bassins versants voisins du lac Théodat sont :
- côté Nord : lac Legoff, rivière à la Marte (rivière Rupert), rivière Nemiscau ;
- côté Est : lac Tésécau, lac Camousitchouane ;
- côté Sud : rivière Broadback, rivière Salamandre, rivière Nipukatasi ;
- côté Ouest : Lac Evans, rivière Chabinoche.

## Toponymie
Plusieurs désignations de ce plan d’eau sont connues depuis le début du XXe siècle. La carte de la province de Québec (1911) par James White, accompagnant le neuvième rapport de la Commission de géographie du Canada désigne ce plan d’eau « L. Geikie », d'origine inconnue. Le Dictionnaire des rivières et lacs de la province de Québec (édition de 1914) utilise la désignation « Lac Geikie » à la rubrique Rivière Mill (aujourd'hui Théodat). L'édition de 1925 du même ouvrage désigne ce plan d’eau « Lac Eikie ».
Par ailleurs, les cartes du feuillet sud de la province de Québec publiées en 1924 et 1935 par le ministère des Terres et Forêts et, en 1940, par le ministère des Terres et Forêts, de la Chasse et de la Pêche identifient ce plan d’eau « L. Mill ». Les éditions de 1933 et 1941 de la carte des Territoires d'Abitibi et de Mistassini publiée par le ministère des Terres et Forêts, désignent ce plan d’eau « Lac Mishagomish », nom d'origine crie signifiant « grande étendue d'eau ».
En 1945, la Commission de géographie annonce son intention de choisir un nom définitif pour désigner le plan d’eau et aussi la rivière, en signalant que le nouveau nom pourrait n'être aucun de ceux qui étaient alors connus. Même francisé sous la forme Michagomiche, le toponyme autochtone demeurait un choix problématique compte tenu de noms de même racine en usage dans la même région que ce lac.
Deux ans plus tard, la Commission de géographie attribue le terme Théodat au lac et à son émissaire. Théodat évoque l’œuvre de vie de Gabriel Sagard, baptisé Théodat, frère récollet et missionnaire en Huronie en 1623 et 1624. Il est né entre 1590 et 1595 et mort en France vers 1636. Témoin honnête et sûr de son époque, il a consigné ses observations dans Le Grand voyage du pays des Hurons (1632), dans son Histoire du Canada (1636) et dans un Dictionnaire de la langue huronne. Il est considéré comme le premier historien religieux du Canada.
Le toponyme "lac Théodat" a été officialisé le 5 décembre 1968 par la Commission de toponymie du Québec, soit lors de sa création.